# Карлан (футболист)
Карлос Роберто да Круз Жуниор (порт. Carlos Roberto da Cruz Júnior; род. 19 января 1986 года, Сан-Паулу), более известный как Карлан  (порт. Carlão) — бразильский футболист, защитник клуба АПОЭЛ.

## Биография
Карлан начал свою карьеру в «Португеза Деспортос», затем перешёл в молодёжный состав «Коринтианс», за который провёл более 40 игр. В июле 2008 года оставил свой клуб и перешёл в клуб Лиги 1 — «Сошо», подписав 4-летний контракт. Во время сезонов 2009/2010 и 2010/2011 чаще выходил на замену. Свой первый гол в Лиге 1 забил 4 декабря 2010 года в матче против «Валансьена».
19 июня 2014, проведя шесть сезонов во Франции, Карлан подписал двухлетний контракт с клубом АПОЭЛ из Кипра, дебютировав 30 июля 2014 с финским клубом ХИК в Лиге чемпионов УЕФА на стадионе «Сонера» (ничья 2:2). Карлан сыграл все шесть матчей группового этапа за АПОЭЛ, а благодаря блестящему выступлению в матче против «Барселоны» на «Камп Ноу» даже попал в символическую сборную 1-го тура группового этапа Лиги чемпионов как лучший центральный защитник. С командой в том сезоне он выиграл чемпионат и кубок Кипра.

## Достижения
- Чемпион Бразилии 2005 года
- Чемпион Кипра сезона 2014/2015
- Победитель Кубка Кипра 2014/2015